# 小林孝平
小林 孝平（こばやし こうへい、1908年（明治41年）7月15日 - 1991年（平成3年）4月13日）は、日本の政治家、官僚。参議院議員（2期）、長岡市長（5期18年）。

## 来歴
新潟県長岡市出身。新潟県立長岡中学校、旧制第四高等学校を経て、東京帝国大学農学部卒業。農林省官僚となるが、同省の先輩に当たる和田博雄の勧めにより辞職。1950年6月に行われた第2回参議院議員通常選挙に全国区から日本社会党公認で立候補し初当選を果たした。議員在職中は安保条約やベトナム賠償問題などで、政府の姿勢を厳しく質したことから「マムシの孝平」と渾名される。1956年、再選。
その後社会党を離党し、革新系無所属として1961年の新潟県知事選挙に挑み落選（当選は自民党推薦の塚田十一郎）。
1966年に行われた長岡市長選挙で知事選のときと同じく社共共闘により初当選。市長職は5期18年にわたり、この間テクノポリス誘致やニュータウン造成など大規模開発事業に着手。
1978年秋の叙勲で勲二等瑞宝章受章。
任期半ばの1984年5月、「手がけた仕事は順調に推移し、山積した問題もほぼ解決した。後進に道を譲るべき」との言葉を残して突然辞任を表明する。
1991年4月13日、心不全により東京都港区の病院で死去、82歳没。死没日をもって従六位から従四位に叙される。

## 田中角栄との関わり
小林は市長時代「産業都市づくり」を指向し、革新系の割に大型開発を進めており、これは同郷の政治家・田中角栄の政治力をフル活用することで実現につながった。初当選を飾った1966年の市長選に際して、田中に対し「知事選では、私は塚田氏に負けたんじゃなく、あんたに負けたんだ。長岡は小さいまちだから、こんどはそうはいきませんよ。今度は絶対勝つ」と豪語し、実際勝利したことから田中の「弱み」を握る戦法に出たのである。
市議会においても、田中派議員や田中の後援組織である「越山会」との関係を重視する一方、かつては共闘相手であった共産党との距離は徐々に遠のいていった（共産党は1975年に与党を離脱）。5選を目指した1982年11月の市長選では、古巣の社会党と越山会が手を結ぶという、当時の国政においては考えられない共闘パターンも実現した。桜井新、民社党、共産党などの支援を受けた元市議の斎藤博に8千票差まで追いつめられるも5期目の当選を果たした。
当時ロッキード事件により刑事被告人であった田中を市の行事に招いたことが議会で問題視された際にも、「田中角栄さんを招待してなぜ悪い。今後も招く」と発言していた。